# Сичівка (Коростенський район)
Сичі́вка (колишня назва — Рудня-Сичівська) — село в Україні, в Коростенському районі Житомирської області. Населення становить 132 осіб. Входить до складу Малинської міської громади. Через село протікає річка Тростяниця.

## Історія
Село під такою ж назвою — Сичівка (колишня назва — Сичівка-Малинська) існувало за 3 кілометри на захід від міста Малина, на правому березі річки Ірша. В 1940 році мешканців села було переселено до урочища Багно (сучасна південно-західна частина мікрорайону паперової фабрики (вулиця Чехова і навколишні вулиці).

## Населення

### Мова
Розподіл населення за рідною мовою за даними перепису 2001 року:
| Мова       | Кількість | Відсоток |
| ---------- | --------- | -------- |
| українська | 128       | 96.97%   |
| російська  | 4         | 3.03%    |
| Усього     | 132       | 100%     |

## Відомі люди
- Світельський Лаврентій Костянтинович (1902—1979) — генерал-майор ЗС СРСР, генерал бригади Народного Війська Польського.
- Скришевський Антон Францович (1913—1987) — науковець-металофізик, фахівець з молекулярної фізики, доктор фізико-математичних наук.

## Пам'ятки
- Археологічна пам'ятка Рихта — мустьєрська стоянка відкритого типу.